# Pírasos
Pírasos (en grec antic Πύρασος) era una ciutat de Tessàlia, al districte de Ftiotis que Homer menciona al "Catàleg de les naus" a la Ilíada, on diu que formava part dels territoris governats per Protesilau. L'anomena "florida", i diu que tenia un temple sagrat de Demèter.
Estava situada al golf Pagasetic, a una distància de 20 estadis de Tebes de Tessàlia, i tenia un bon port, segons Estrabó, que diu que en el seu temps Pírasos ja havia desaparegut. Molt propera hi havia una altra ciutat, Demetrion (Δημήτριον), nom derivat del temple de Demèter del que parla Homer, i que Estrabó situa a 2 estadis de l'antic Pírasos. Escílax de Carianda, Titus Livi, Esteve de Bizanci i Pomponi Mela diuen que Demetrion era una ciutat de la Ftiòtida.